# سیارک ۱۱۸۳۰
سیارک ۱۱۸۳۰ (به انگلیسی: 11830 Jessenius، نامگذاری:1984JE) یازده هزار و هشتصد و سیمین سیارک کشف شده‌است که در ۲ مه ۱۹۸۴ کشف شد.
قدر مطلق سیارک برابر ۱۳٫۶۰ است.